# Saison 2020 de l'équipe cycliste UAE Emirates
La saison 2020 de l'équipe cycliste UAE Emirates est la vingt-deuxième de cette équipe, la quatrième sous ce nom.

## Coureurs et encadrement technique

### Arrivées et départs
| Coureur              | Provenance            | Durée contrat |
| -------------------- | --------------------- | ------------- |
| Andrés Camilo Ardila | Neo-pro (EPM-Scott)   | 2020-2023     |
| Mikkel Bjerg         | Hagens Berman Axeon   | 2020-2022     |
| Alessandro Covi      | Colpack-Ballan        | 2020-2021     |
| David de la Cruz     | Ineos                 | 2020-2021     |
| Joe Dombrowski       | EF Education First    | 2020-2021     |
| Davide Formolo       | Bora-Hansgrohe        | 2020-2021     |
| Brandon McNulty      | Rally                 | 2020-2022     |
| Maximiliano Richeze  | Deceuninck-Quick Step | 2020-2021     |

| Coureur           | Nouvelle équipe        | Durée contrat |
| ----------------- | ---------------------- | ------------- |
| Simone Consonni   | Cofidis                | 2020-2021     |
| Kristijan Đurasek | Licencié               |               |
| Roberto Ferrari   | Retraite               |               |
| Dan Martin        | Israel Start-Up Nation | 2020-2021     |
| Manuele Mori      | Retraite               |               |
| Simone Petilli    | Circus-Wanty Gobert    | 2020-2021     |
| Rory Sutherland   | Israel Start-Up Nation | 2020          |

### Effectif de cette saison
| Coureur              | Date de Nais.              | Equipe en 2019      | Cont. | V |
| -------------------- | -------------------------- | ------------------- | ----- | - |
| Andrés Camilo Ardila | 2 juin 1999 (21 ans)       | EPM-Scott           | 2023  | 0 |
| Fabio Aru            | 6 juillet 1990 (30 ans)    | UAE Emirates        | 2020  | 0 |
| Mikkel Bjerg         | 3 novembre 1998 (22 ans)   | Hagens Berman Axeon | 2022  | 0 |
| Tom Bohli            | 17 janvier 1994 (26 ans)   | UAE Emirates        | 2020  | 0 |
| Sven Erik Bystrøm    | 21 janvier 1992 (28 ans)   | UAE Emirates        | 2021  | 1 |
| Valerio Conti        | 30 mars 1993 (27 ans)      | UAE Emirates        | 2021  | 1 |
| Rui Costa            | 5 octobre 1986 (34 ans)    | UAE Emirates        | 2021  | 2 |
| Alessandro Covi      | 28 septembre 1998 (22 ans) | Colpack-Ballan      | 2021  | 0 |
| David de la Cruz     | 6 mai 1989 (31 ans)        | Ineos               | 2021  | 0 |
| Joe Dombrowski       | 12 mai 1991 (29 ans)       | EF Education First  | 2021  | 0 |
| Davide Formolo       | 25 octobre 1992 (28 ans)   | Bora-Hansgrohe      | 2021  | 1 |
| Fernando Gaviria     | 19 août 1994 (26 ans)      | UAE Emirates        | 2021  | 6 |
| Sergio Henao         | 10 décembre 1987 (33 ans)  | UAE Emirates        | 2020  | 0 |
| Alexander Kristoff   | 5 juillet 1987 (33 ans)    | UAE Emirates        | 2021  | 1 |
| Vegard Stake Laengen | 7 février 1989 (31 ans)    | UAE Emirates        | 2020  | 0 |

| Coureur                | Date de Nais.               | Equipe en 2019        | Cont. | V |
| ---------------------- | --------------------------- | --------------------- | ----- | - |
| Marco Marcato          | 11 février 1984 (36 ans)    | UAE Emirates          | 2020  | 0 |
| Brandon McNulty        | 2 avril 1998 (22 ans)       | Rally                 | 2022  | 0 |
| Yousif Mirza           | 8 octobre 1988 (32 ans)     | UAE Emirates          | 2020  | 0 |
| Sebastian Molano       | 4 novembre 1994 (26 ans)    | UAE Emirates          | 2020  | 3 |
| Cristian Muñoz         | 20 mars 1996 (24 ans)       | UAE Emirates          | 2020  | 0 |
| Ivo Oliveira           | 5 septembre 1996 (24 ans)   | UAE Emirates          | 2020  | 1 |
| Rui Oliveira           | 5 septembre 1996 (24 ans)   | UAE Emirates          | 2020  | 0 |
| Jasper Philipsen       | 2 mars 1998 (22 ans)        | UAE Emirates          | 2020  | 3 |
| Tadej Pogačar          | 21 septembre 1998 (22 ans)  | UAE Emirates          | 2024  | 9 |
| Jan Polanc             | 17 mars 1992 (28 ans)       | UAE Emirates          | 2020  | 0 |
| Edward Ravasi          | 5 juin 1994 (26 ans)        | UAE Emirates          | 2020  | 0 |
| Aliaksandr Riabushenko | 12 octobre 1995 (25 ans)    | UAE Emirates          | 2021  | 0 |
| Maximiliano Richeze    | 7 mars 1983 (37 ans)        | Deceuninck-Quick Step | 2021  | 0 |
| Oliviero Troia         | 1er septembre 1994 (26 ans) | UAE Emirates          | 2020  | 0 |
| Diego Ulissi           | 15 juillet 1989 (31 ans)    | UAE Emirates          | 2022  | 5 |

## Bilan de la saison

### Victoires sur la saison
| #  | Date         | Course                                                | Catégorie            | Vainqueur          | Pays                | Lieu                       |
| -- | ------------ | ----------------------------------------------------- | -------------------- | ------------------ | ------------------- | -------------------------- |
| 1  | 27 janvier   | 2e étape du Tour de San Juan                          | UCI ProSeries        | Fernando Gaviria   | Argentine           | Pocito                     |
| 2  | 29 janvier   | 4e étape du Tour de San Juan                          | UCI ProSeries        | Fernando Gaviria   | Argentine           | Villa San Agustín          |
| 3  | 2 février    | 7e étape du Tour de San Juan                          | UCI ProSeries        | Fernando Gaviria   | Argentine           | San Juan                   |
| 4  | 4 février    | 1re étape du Tour d'Arabie saoudite                   | UCI Asia Tour        | Rui Costa          | Arabie saoudite     | Jaww                       |
| 5  | 6 février    | 2e étape du Tour de la Communauté valencienne         | UCI ProSeries        | Tadej Pogačar      | Espagne             | Cullera                    |
| 6  | 8 février    | 4e étape du Tour de la Communauté valencienne         | UCI ProSeries        | Tadej Pogačar      | Espagne             | Sierra de Bernia           |
| 7  | 9 février    | Tour de la Communauté valencienne, classement général | UCI ProSeries        | Tadej Pogačar      | Espagne             |                            |
| 8  | 12 février   | 2e étape du Tour Colombia                             | UCI America Tour     | Sebastián Molano   | Colombie            | Duitama                    |
| 9  | 13 février   | 3e étape du Tour Colombia                             | UCI America Tour     | Sebastián Molano   | Colombie            | Sogamoso                   |
| 10 | 15 février   | 5e étape du Tour Colombia                             | UCI America Tour     | Sebastián Molano   | Colombie            | Zipaquirá                  |
| 11 | 27 février   | 5e étape du Tour des Émirats arabes unis              | UCI World Tour       | Tadej Pogačar      | Émirats arabes unis | Jebel Hafeet               |
| 12 | 28 juin      | Championnat de Slovénie du contre-la-montre           | Championnat national | Tadej Pogačar      | Slovénie            | Pokljuka                   |
| 13 | 29 juillet   | 2e étape du Tour de Burgos                            | UCI World Tour       | Fernando Gaviria   | Espagne             | Villadiego                 |
| 14 | 14 août      | Championnat du Portugal du contre-la-montre           | Championnat national | Ivo Oliveira       | Portugal            | Baltar                     |
| 15 | 14 août      | 3e étape du Critérium du Dauphiné                     | UCI World Tour       | Davide Formolo     | France              | Saint-Martin-de-Belleville |
| 16 | 16 août      | Championnat du Portugal sur route                     | Championnat national | Rui Costa          | Portugal            | Gandra                     |
| 17 | 19 août      | 2e étape du Tour du Limousin-Nouvelle-Aquitaine       | UCI Europe Tour      | Fernando Gaviria   | France              | Saint-Estèphe              |
| 18 | 20 août      | 3e étape du Tour du Limousin-Nouvelle-Aquitaine       | UCI Europe Tour      | Jasper Philipsen   | France              | Chamberet                  |
| 19 | 23 août      | Championnat de Norvège sur route                      | Championnat national | Sven Erik Bystrøm  | Norvège             | Røyse                      |
| 20 | 29 août      | 1re étape du Tour de France                           | UCI World Tour       | Alexander Kristoff | France              | Nice                       |
| 21 | 29 août      | Trophée Matteotti                                     | UCI Europe Tour      | Valerio Conti      | Italie              | Pescara                    |
| 22 | 6 septembre  | 9e étape du Tour de France                            | UCI World Tour       | Tadej Pogačar      | France              | Laruns                     |
| 23 | 13 septembre | 15e étape du Tour de France                           | UCI World Tour       | Tadej Pogačar      | France              | Grand Colombier            |
| 24 | 15 septembre | 1re étape du Tour de Luxembourg                       | UCI ProSeries        | Diego Ulissi       | Luxembourg          | Luxembourg                 |
| 25 | 16 septembre | Tour de Toscane                                       | UCI Europe Tour      | Fernando Gaviria   | Italie              | Pontedera                  |
| 26 | 18 septembre | 4e étape du Tour de Luxembourg                        | UCI ProSeries        | Diego Ulissi       | Luxembourg          | Differdange                |
| 27 | 19 septembre | 20e étape du Tour de France (ITT)                     | UCI World Tour       | Tadej Pogačar      | France              | Planche des Belles Filles  |
| 28 | 19 septembre | Tour de Luxembourg, classement général                | UCI ProSeries        | Diego Ulissi       | Luxembourg          |                            |
| 29 | 19 septembre | Tour de France, classement général                    | UCI World Tour       | Tadej Pogačar      | France              |                            |
| 30 | 29 septembre | 1re étape du BinckBank Tour                           | UCI World Tour       | Jasper Philipsen   | Belgique            | Ardoye                     |
| 31 | 4 octobre    | 2e étape du Tour d'Italie                             | UCI World Tour       | Diego Ulissi       | Italie              | Agrigente                  |
| 32 | 16 octobre   | 13e étape du Tour d'Italie                            | UCI World Tour       | Diego Ulissi       | Italie              | Monselice                  |
| 33 | 5 novembre   | 15e étape du Tour d'Espagne                           | UCI World Tour       | Jasper Philipsen   | Espagne             | Puebla de Sanabria         |

### Victoires sur les classements annexes
| Date         | Course                                                          | Catégorie        | Vainqueur        | Pays                |
| ------------ | --------------------------------------------------------------- | ---------------- | ---------------- | ------------------- |
| 25 janvier   | Tour Down Under, classement par points                          | UCI World Tour   | Jasper Philipsen | Australie           |
| 9 février    | Tour de la Communauté valencienne, classement du meilleur jeune | UCI ProSeries    | Tadej Pogačar    | Espagne             |
| 16 février   | Tour Colombia, classement par points                            | UCI America Tour | Sebastián Molano | Colombie            |
| 27 février   | Tour des Émirats arabes unis, classement du meilleur jeune      | UCI World Tour   | Tadej Pogačar    | Émirats arabes unis |
| 27 février   | Tour des Émirats arabes unis, classement par équipes            | UCI World Tour   | [ N 1 ]          | Émirats arabes unis |
| 16 août      | Critérium du Dauphiné, classement du meilleur grimpeur          | UCI World Tour   | David de la Cruz | France              |
| 19 septembre | Tour de Luxembourg, classement par points                       | UCI ProSeries    | Diego Ulissi     | Luxembourg          |
| 19 septembre | Tour de France, classement du meilleur grimpeur                 | UCI World Tour   | Tadej Pogačar    | France              |
| 19 septembre | Tour de France, classement du meilleur jeune                    | UCI World Tour   | Tadej Pogačar    | France              |